# Stopbuspakking

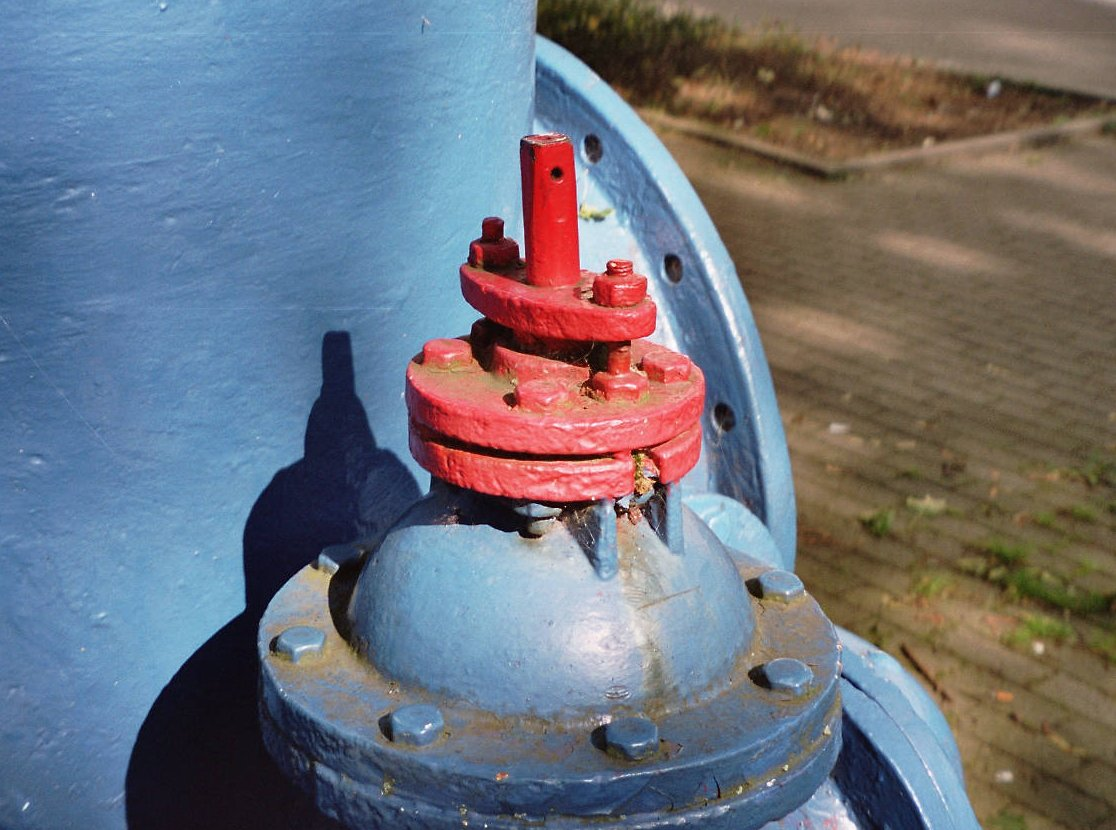
Een stopbuspakking aan de as van een afsluiter

Een stopbuspakking is een asafdichting. Deze dient voor de afdichting tussen een ronddraaiende as en zijn behuizing wanneer de behuizing gebruikt wordt voor het tegenhouden van een vloeistof. Deze vloeistof kan bijvoorbeeld zijn olie of (zuur, zout, e.d.) water. De pakking moet vermijden dat de vloeistof langs de as lekt.
Toepassingen voor stopbuspakkingen zijn bijvoorbeeld:
- afdichting van de draaias van centrifugaalpompen;
- afdichting van de schroefas van schepen.

Het pakkingmateriaal (bijvoorbeeld: plantaardige of aramidevezels, PTFE (teflon) al dan niet met grafiet, metaalfolie) wordt in de vorm van ringen of strengen in de pakkingkamer rondom de as gebracht en aangedrukt met de pakkingdrukker. Een slijtbus over de as zorgt ervoor dat in de as zelf geen groeven ontstaan. Bij slijtage kan de bus worden vernieuwd. Het aanspannen van de pakkingdrukker moet gelijkmatig gebeuren en zeker niet te vast, omdat daardoor alleen maar extra slijtage en wrijving ontstaat. Het pakkingmateriaal kan dan zelfs verbranden. De geringe lekkage, die noodzakelijk is voor smering, zorgt meteen ook voor het afvoeren van de wrijvingswarmte. Deze soort van afdichtingen kan worden geregeld en vernieuwd zonder de pomp te demonteren.

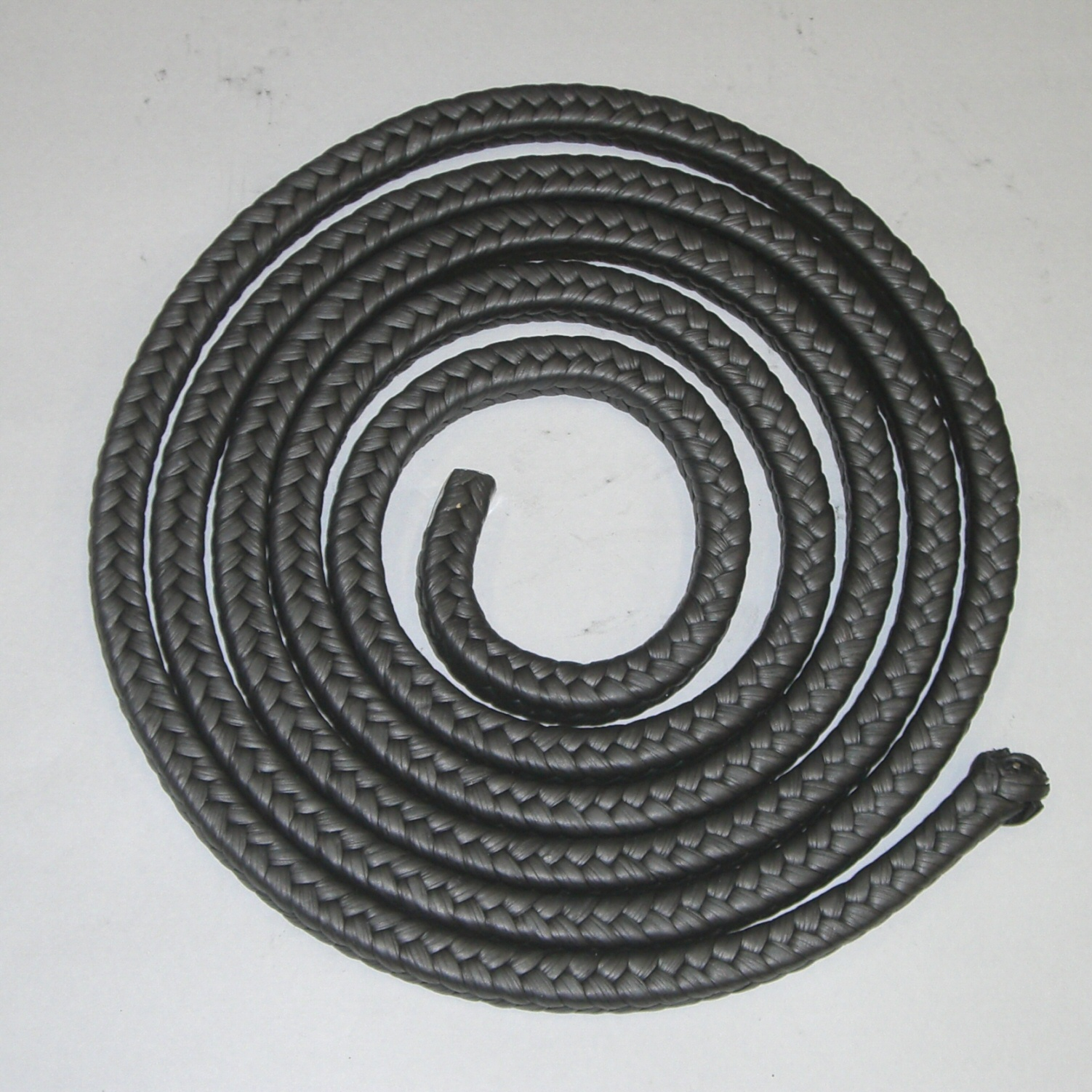
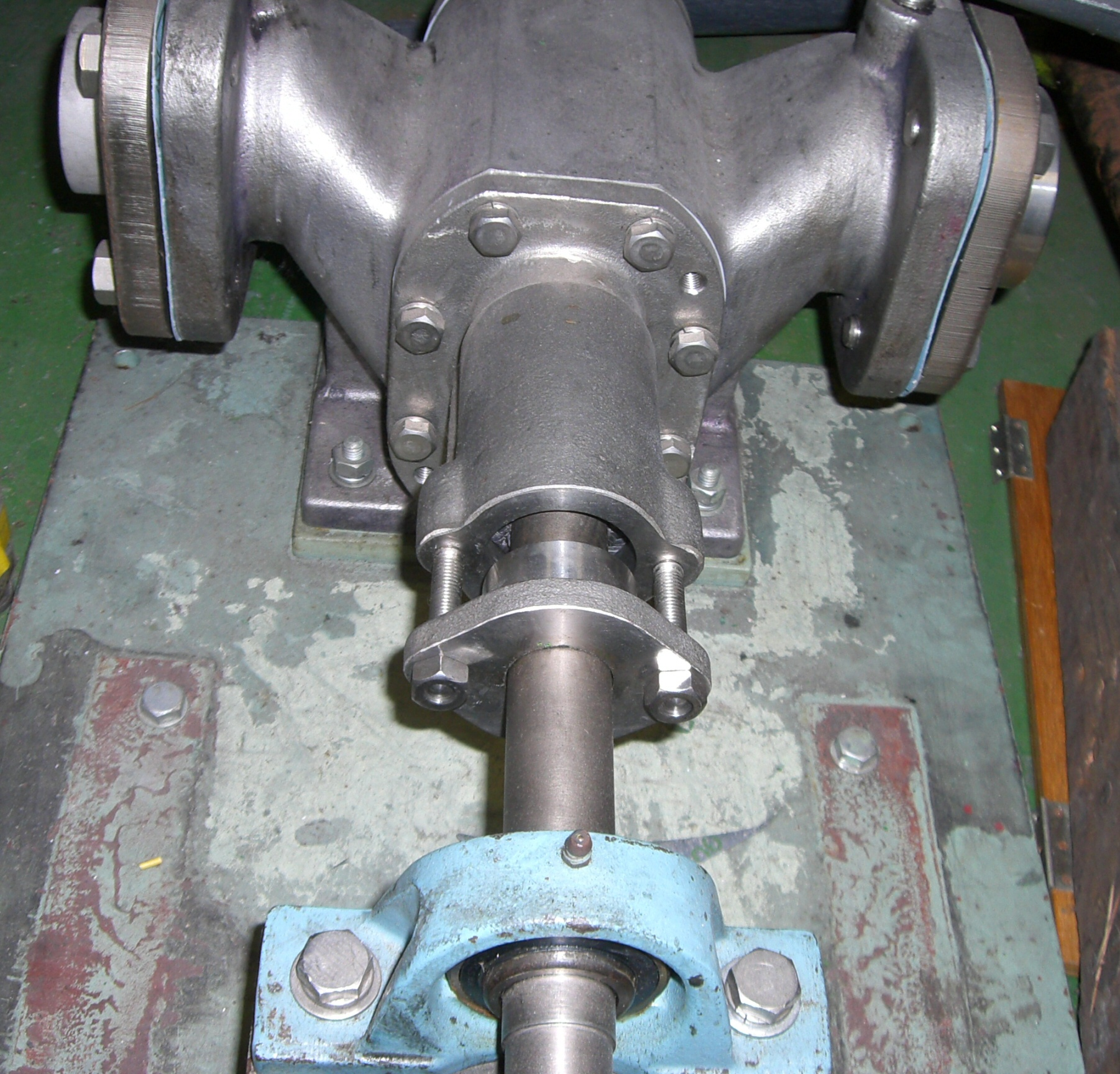
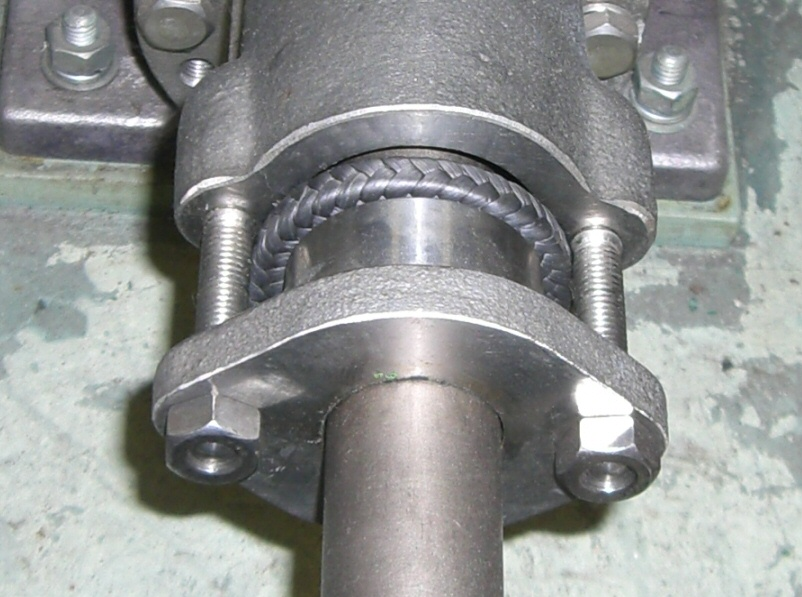
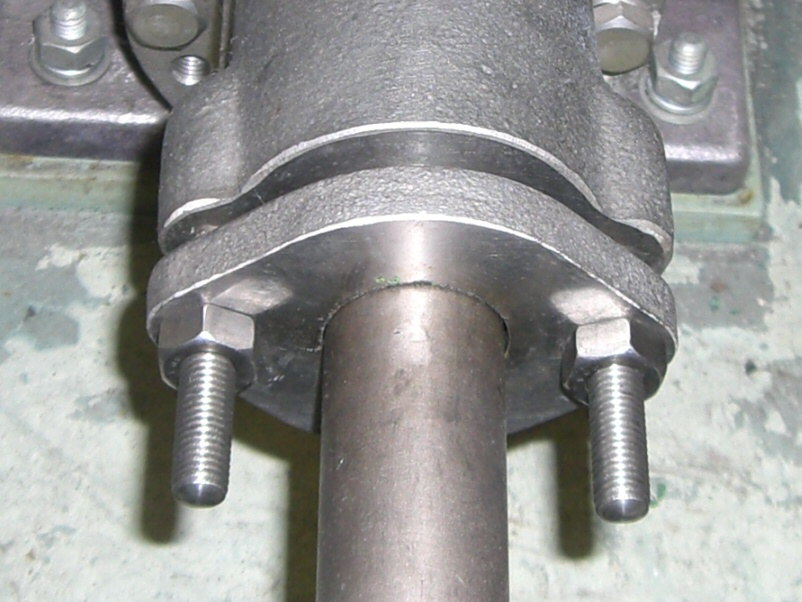